# The King Steps Out
The King Steps Out is een Amerikaanse muziekfilm uit 1936 onder regie van Josef von Sternberg. De film werd destijds in Nederland uitgebracht onder de titel De koning gaat op stap.

## Verhaal
Het geslacht Wittelsbach komt op bezoek naar de Oostenrijkse hoofdstad Wenen. Ze zullen er kennismaken met de jonge keizer Frans Jozef, die uitgehuwelijkt is aan hun oudste dochter. Hij wordt echter verliefd op hun jongere dochter Elisabeth.

## Rolverdeling
| Acteur           | Personage                   |
| ---------------- | --------------------------- |
| Grace Moore      | Prinses Elisabeth           |
| Franchot Tone    | Keizer Frans Jozef          |
| Walter Connolly  | Hertog Maximiliaan Jozef    |
| Raymond Walburn  | Kolonel Von Kempen          |
| Elisabeth Risdon | Groothertogin Sophia        |
| Nana Bryant      | Louise                      |
| Victor Jory      | Kapitein Palfi              |
| Frieda Inescort  | Prinses Helena              |
| Thurston Hall    | Majoor                      |
| Herman Bing      | Pretzelberger               |
| George Hassell   | Herlicka                    |
| Johnny Arthur    | Chef van de geheime politie |